# Abraham Cherono
Pour les articles homonymes, voir Cherono.
Abraham Cherono (né le 21 juillet 1980) est un athlète kényan, spécialiste des courses de fond. 

## Biographie
Vice-champion du monde junior du 3 000 m steeple en 1998, il se classe troisième des Jeux du Commonwealth de 2002 et cinquième des championnats du monde de 2003.

## Palmarès
| Date | Compétition                     | Lieu       | Résultat | Épreuve         | Temps         |
| ---- | ------------------------------- | ---------- | -------- | --------------- | ------------- |
| 1998 | Championnats du monde juniors   | Annecy     | 2e       | 3 000 m steeple | 8 min 32 s 24 |
| 2002 | Jeux du Commonwealth            | Manchester | 3e       | 3 000 m steeple | 8 min 19 s 85 |
| 2003 | Championnats du monde           | Paris      | 5e       | 3 000 m steeple | 8 min 13 s 37 |
| 2003 | Jeux mondiaux militaires        | Catane     | 3e       | 3 000 m steeple | 8 min 45 s 36 |
| 2003 | Finale mondiale de l'athlétisme | Monaco     | 10e      | 3 000 m steeple | 8 min 35 s 67 |

## Records
| Épreuve         | Temps         | Lieu    | Date         |
| --------------- | ------------- | ------- | ------------ |
| 3 000 m steeple | 8 min 10 s 33 | Ostrava | 12 juin 2003 |